# John Dunstable
John Dunstable, také John Dunstaple, John Dumstable, John Dunstapell, John Anglicanus Dunstaple (kolem 1390? – 24. prosince 1453 Londýn) byl anglický hudební skladatel z období přelomu mezi středověkou a renesanční hudbou. Je jedním z nejslavnějších a nejvlivnějších skladatelů počátku 15. století a jeho dílo ovlivnilo nejen anglickou, ale i kontinentální hudbu, zejména burgundskou školu reprezentovanou Dufayem a Binchoisem.

## Život
John Dunstable se patrně narodil v obci Dunstable v hrabství Bedfordshire. Datum narození známo není. Rok narození se odvozuje od jeho nejranějších známých prací, které pocházejí z let 1410–1420, takže se odhaduje na dobu okolo roku 1390. I mnoho dalších uváděných údajů o jeho mládí je založeno na hyoptézách. Byl vysoce vzdělaným mužem, ale neexistují záznamy o studiu ani v Oxfordu ani v Cambridgi.
Má se zato, že byl ve službách Johna Lancastera, prvního vévody z Bedfordu, syna krále Jindřicha IV. a bratra Jindřicha V. Plantageneta. Mohl tedy pobývat nějaký čas ve Francii, neboť John Lancaster byl v letech 1423–1429 místokrálem ve Francii a od roku 1429 až do své smrti guvernérem v Normandii. Po smrti dalšího svého mecenáše, královny vdovy Jana Navarrské, v roce 1437, zřejmě sloužil Humphreyovi, vévodovi z Gloucesteru, pátému synu Jindřicha IV.
Pravděpodobně na rozdíl od většiny hudebních mistrů své doby nebyl klerikem, ale působil ve službách šlechty a byl ženatý. Vedle práce skladatele měl také pověst výborného astronoma, astrologa a matematika. Některé jeho astrologické práce se dochovaly.
Dunstable zemřel na Štědrý den roku 1453. Byl pochován v kostele sv. Štěpána u Walbrooku v Londýně. Na jeho náhrobku byl epitaf hlásající, že měl „tajné znalosti o hvězdách“. Kostel byl zničen při Velkém požáru Londýna v roce 1666. Na stejném místě byl znovu vybudován architektem Christopherem Wrenem v roce 1687. Náhrobek byl obnoven až v roce 1904.

## Dílo
Přestože hudební produkce středověké Anglie byla rozsáhlá, dochovalo se relativně málo rukopisů. Většina byla zničena v průběhu Anglické reformace, zejména při rušení anglických klášterů v letech 1536–1540. Většina Dunstableových děl se tak dochovala na kontinentě, zejména v severní Itálii. To svědčí mj. i o oblibě Dunstableova díla v Evropě.
Vzhledem k tomu, že opisy středověkých hudebních děl zpravidla postrádají jméno původního autora, je i pro hudební vědce otázka, které ze skladeb té doby jsou dílem Johna Dunstabla a které byly vytvořeny jinými skladateli, např. Gillesem Binchoisem nebo Leonelem Powerem. Téměř všechna díla připisovaná Dunstableovi jsou duchovního charakteru. Zkomponoval 20 jednotlivých částí mše (z toho dvě mše úplné), 12 izorytmických motet, 20 motet a polyfonických úprav liturgických melodií a dvě světské skladby. Mezi jeho nejznámější díla patří sekvence Veni creator spiritus a Albanus roseo rutilat.